# دیوید سمینارا
دیوید سمینارا (انگلیسی: Davide Seminara؛ زادهٔ ۵ ژوئیهٔ ۱۹۹۸) بازیکن فوتبال است.
از باشگاه‌هایی که در آن بازی کرده‌است می‌توان به باشگاه فوتبال رجینا اشاره کرد.